# دوري جرينلاند لكرة القدم 1981
دوري جرينلاند لكرة القدم 1981 هو موسم من دوري جرينلاند لكرة القدم. فاز فيه Nuuk Idraetslag ‏.